# Česká Třebová
Česká Třebová (hist. niem. Böhmisch Trübau) – miasto w Czechach, w kraju pardubickim. Według danych z 31 grudnia 2003 powierzchnia miasta wynosiła 4 100 ha, a liczba jego mieszkańców 16 655 osób. Jest to jeden z największych węzłów kolejowych w Czechach, położony na skrzyżowaniu tras kolejowych Praga – Ostrawa i Česká Třebová – Brno.

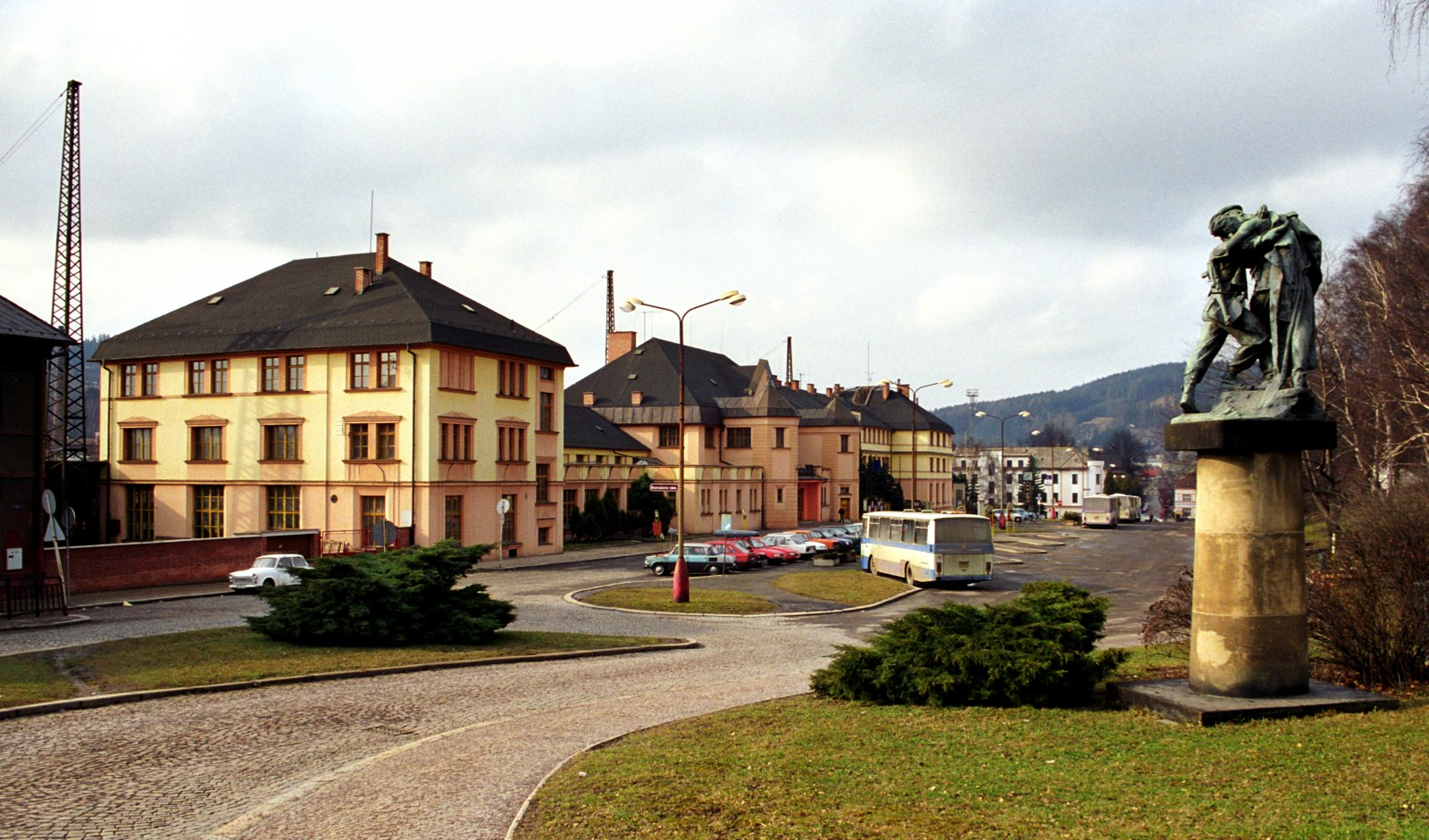
Budynki dworca kolejowego

## Demografia
| Rok             | 1970   | 1980   | 1991   | 2001   | 2003   |
| --------------- | ------ | ------ | ------ | ------ | ------ |
| Liczba ludności | 15 488 | 16 107 | 17 091 | 17 036 | 16 655 |

Źródło: Czeski Urząd Statystyczny

## Miasta partnerskie
- Agrate Brianza
- Oława
- Svit